# اینتراستیت تی‌دی‌آر
اینتراستیت تی‌دی‌آر (به انگلیسی: Interstate TDR) یک هواگرد بی‌سرنشین رزمی اولیه بود —در آن زمان به‌عنوان «پهپاد تهاجمی» شناخته می‌شد— که توسط شرکت هواپیماسازی و مهندسی اینتراستیت در طول جنگ جهانی دوم برای استفادۀ نیروی دریایی ایالات متحده آمریکا توسعه یافت. با وجود توان حمل بمب یا اژدر و سفارش ۲۰۰۰ فروند، اما تنها حدود ۲۰۰ فروند ساخته شد. این پهپاد در جبهۀ اقیانوس آرام در برابر ژاپنی‌ها به کار رفت، اما مشکلات توسعۀ پهپاد و همچنین کارامدی دیگر جنگ‌افزارهای رایج در میدان جنگ باعث شد که در اکتبر ۱۹۴۴ تصمیم به توقف تولید آن گرفته شود.

## کاربران
ایالات متحده آمریکا
- نیروهای هوایی ارتش ایالات متحده آمریکا
- نیروی دریایی ایالات متحده آمریکا

## مشخصات فنی (TDR-1)

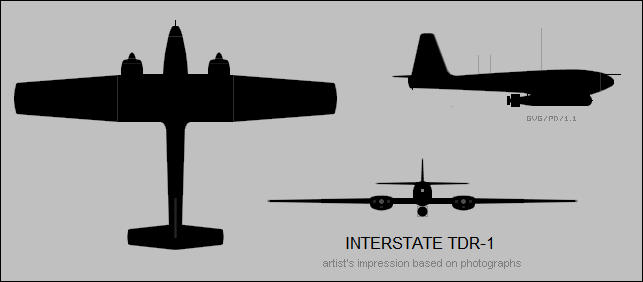
تصویر سه‌نما از تی‌دی‌آر-۱

داده‌ها از Parsch
ویژگی‌های عمومی
- خدمه: ۰–۱ (خلبان اختیاری)
- پهنای بال: ۴۸ فوت (۱۵ متر)
- وزن ناخالص: ۵٬۹۰۰ پوند (۲٬۶۷۶ کیلوگرم)
- پیشرانه: ۲ عدد موتور پیستونی مخالف لایکامینگ او-۴۳۵-۲, ۲۲۰ اسب بخار (۱۶۰ کیلووات)  در هر موتور

عملکرد
- سرعت کروز: ۱۴۰ مایل بر ساعت (۲۳۰ کیلومتر بر ساعت، ۱۲۰ گره)
- بُرد: ۴۲۵ مایل (۶۸۴ کیلومتر، ۳۶۹ مایل دریایی)

تسلیحات

- یک بمب ۲٬۰۰۰-پوند (۹۱۰-کیلوگرم) یا یک اژدر هواپایه

### جهت مطالعه
- Spark, Nick T. (2005). "Unmanned Precision Weapons Aren't New". Proceedings Magazine. U.S. Naval Institute. Archived from the original on 2008-09-05. Retrieved 2005-02-01.